# Jean Ier Zapolya
Pour les articles homonymes, voir Jean Ier.
Jean Ier Zapolya (en hongrois : Szapolyai János), né le 2 juin 1487 à Szepesvár et mort le 22 juillet 1540 à Szászsebes, est roi de Hongrie de 1526 à 1540 et voïvode de Transylvanie de 1510 à 1540.

## Origine
János Szapolyai est le fils d'Étienne Zapolya (en hongrois : Szapolyai István), comte de Szepes, l'un des plus grands propriétaires fonciers de Hongrie et de sa troisième épouse, Edwige de Teschen, fille de Przemyslas II, duc de Teschen, et de Euphemia de Mazovie, elle-même fille de Siemovit IV, duc de Mazovie. Son patronyme d'origine slave signifie « de la plaine » (za polja).

## Biographie
Après la mort de Mathias Corvin sans héritier légitime en 1490, cinq candidats se disputent la couronne, parmi lesquels Maximilien de Habsbourg et Ladislas Jagellon, roi de Bohême. Ce dernier est élu, puis couronné roi de Hongrie à Albe Royale. Surnommé « Dobrze », « béni-oui-oui », il est indifférent aux affaires de l’État, qu’il laisse s’appauvrir au profit des barons et des prélats qui l’ont mis sur le trône. Les impôts et les revenus régaliens tombent au quart de ce que percevait Mathias Corvin. L’Armée noire, qui s’est d’abord mise au service du roi, se livre à des exactions faute d’être payée et sera dissoute par le capitaine Pál Kinizsi. Les barons féodaux retrouvent leur ancien statut. En 1511 János Szapolyai devient voïvode de Transylvanie, où il est célèbre pour y avoir maté la révolte conduite par György Dózsa en 1514.
Il préside le conseil de régence de Hongrie pendant la minorité du jeune roi Louis II Jagellon, de 1516 à janvier 1522.

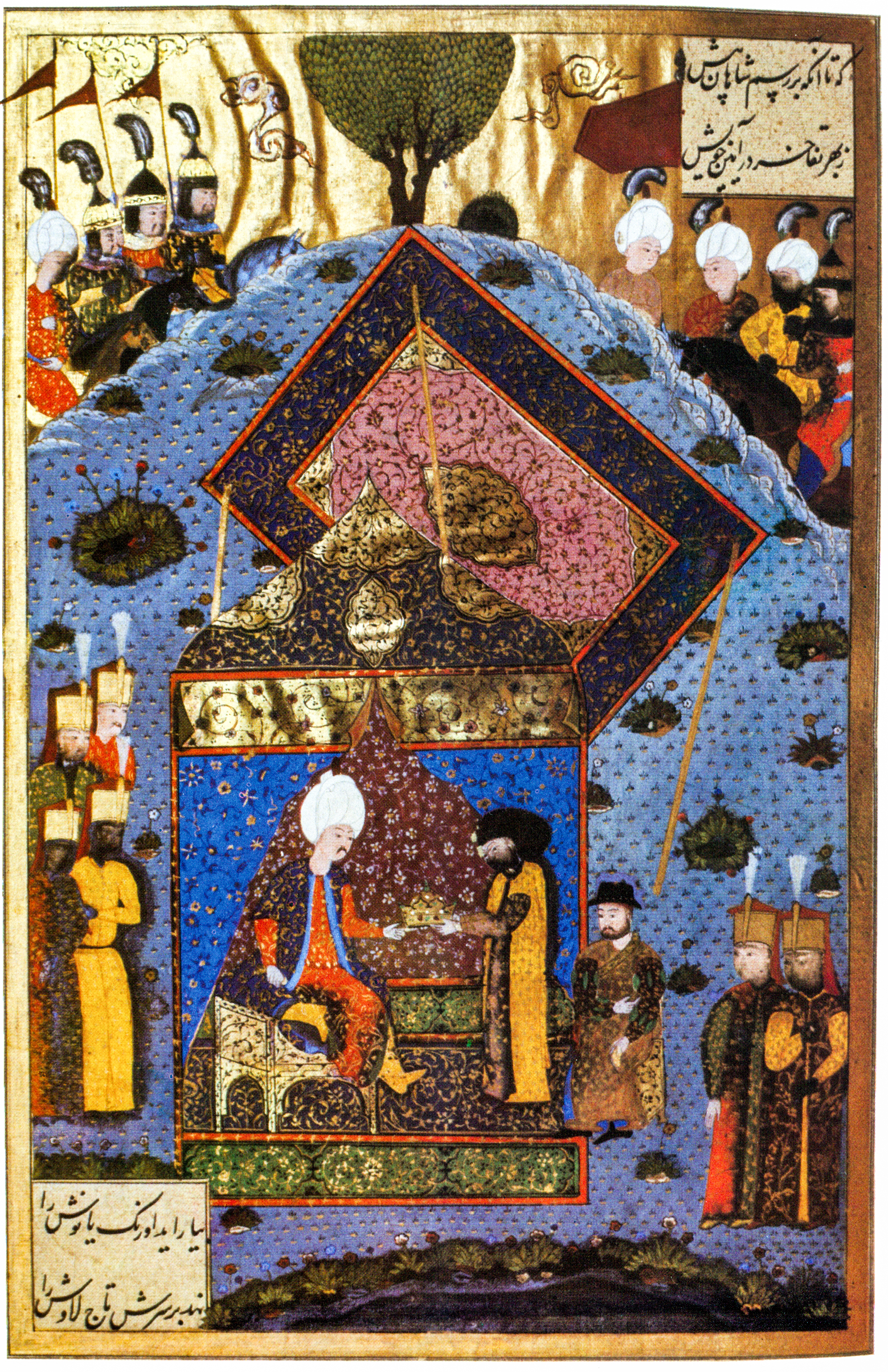
Soliman le Magnifique apporte la Sainte Couronne au roi de Hongrie, János Szapolyai, après la bataille de Mohács (1526)

La bataille de Mohács (29 août 1526) se conclut par la défaite et la mort du roi Louis II, suivies de l'occupation temporaire de la capitale Buda par les Turcs. La victoire des Ottomans entraîne la partition de la Hongrie entre l’Empire ottoman, les souverains Habsbourg d’Autriche et la principauté de Transylvanie. 
Jean Szapolyai se fait élire roi de Hongrie avec l'appui de la majorité des grands du pays et de la petite noblesse, par une diète réunie à Székesfehérvár le 10 novembre 1526. Il est couronné le lendemain sous le nom de Jean Ier de Hongrie.
Le 20 juin 1527, Ferdinand de Habsbourg déclare la guerre à son compétiteur Jean Szapolyai. Il rentre dans Buda le 20 août, puis l'armée de mercenaires de l'empereur écrase celle de Jean Ier près de Tokaj le 27 septembre 1527. Une partie des nobles, dont Peter Perényi, le nouveau voïvode de Transylvanie nommé par Jean Ier, se soumettent à l'empereur. Szapolyai doit de se réfugier en Transylvanie.
Ferdinand, époux de la sœur de Louis Jagellon, qui se considère comme l'héritier naturel du trône du fait de conventions entre les deux familles, se fait élire roi lors d'une diète réunie à Pozsony (Presbourg) le 25 octobre. Il est couronné roi de Hongrie le 3 novembre.
Après une nouvelle défaite près de Kassa en 1528, Jean Ier Szapolyai accepte les propositions d'aide des Turcs qui lui permettent de reconquérir, en novembre 1528, la plaine hongroise et la Transylvanie qui devient alors la base de sa puissance et qu'il confiera aux voïvodes István Báthory (1530 – 1534), István Maylad (1534 – 1540) et Imre Balassa (hu) (1536 – 1540).

## Alliances avec la France et l'Empire ottoman

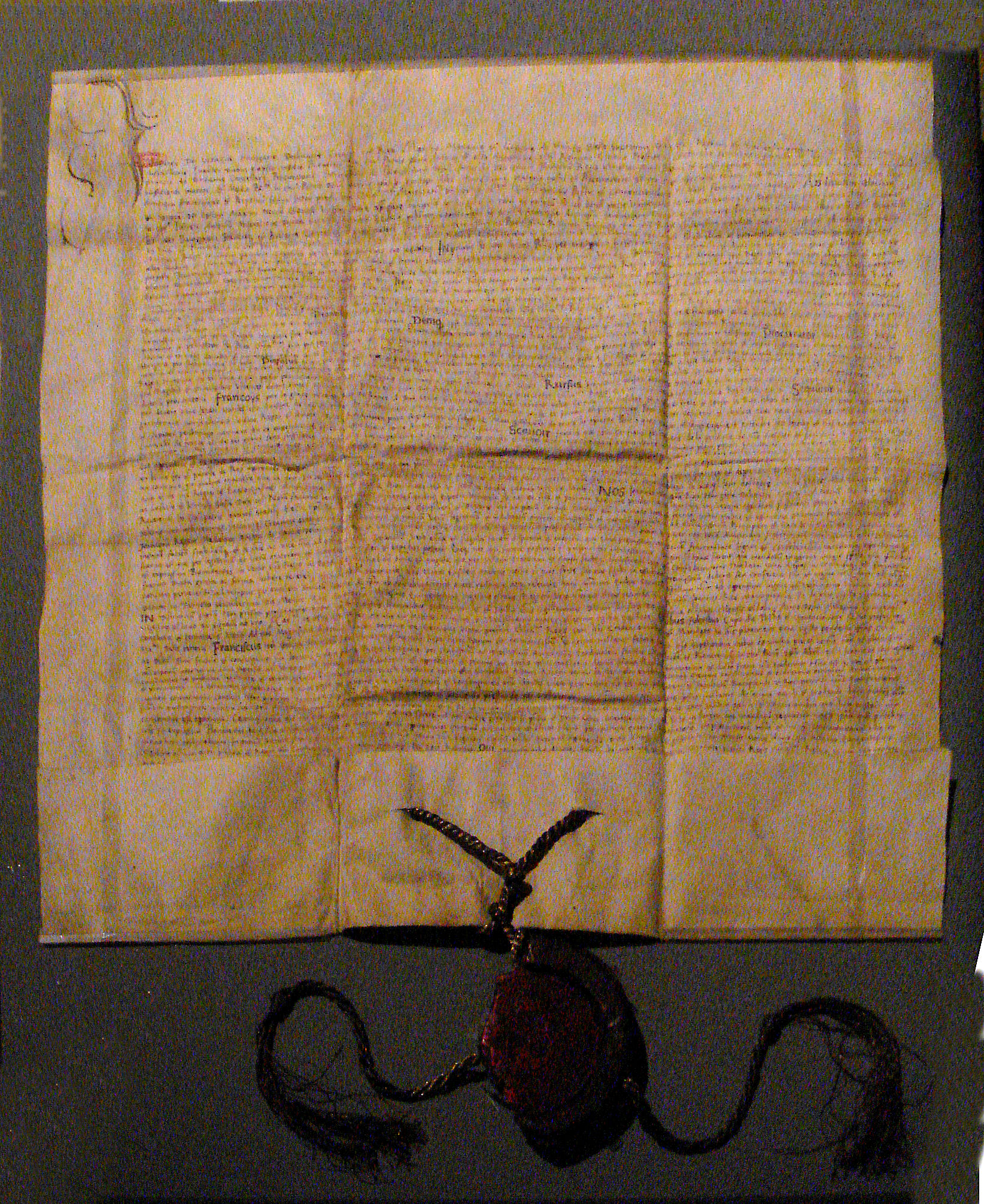
Traité d'alliance franco-hongrois

En 1528, Jean Ier est dans une position très difficile.
Le roi de France François Ier promet d'aider Jean. En échange, celui-ci consent à poursuivre la lutte contre Ferdinand de Habsbourg et à fournir des troupes hongroises à François Ier en Italie.
Le traité est signé en France à Fontainebleau et à Paris les 23 et 28 octobre 1528. Il est ensuite ratifié par Jean Ier à Buda, le 1er septembre 1529.
En plus de l'alliance française, Jean Ier choisit également de devenir vassal de l'Empire ottoman en février 1528, à la suite des négociations conduites par Jérôme Laski (en). Antonio Rincon se rend à Constantinople pour apporter le document. Cet événement amorce le développement des relations entre la France et l'Empire ottoman.
L'indignation provoquée par l'alliance de Jean Ier Szapolyai avec les Turcs favorise les Habsbourg. Ils repoussent une première attaque des armées turques contre Vienne en 1529 puis, après avoir arrêté une nouvelle marche sur Vienne à Kőszeg en août 1532, Ferdinand Ier doit lui aussi négocier avec eux.
En Transylvanie, une paix est signée entre les deux parties le 24 février 1538 à Nagyvárad, aux termes de laquelle les deux souverains conservent leur titre de roi de Hongrie en gardant les territoires qu'ils possèdent. Jean Szapolyai s'engage en outre à ce que la partie du pays qu'il contrôle passe à l'empereur après sa mort.

## Union et postérité
Le 2 mars 1539, le roi Jean Ier épouse à Székesfehérvár Isabelle Jagellon, une fille du roi de Pologne Sigismond Ier. Jean Ier meurt le 22 juillet 1540 à Szászsebes, 15 jours après la naissance de son fils et héritier, le futur Jean II Sigismond Szapolyai. Il confie la régence à son épouse et à son conseiller Giorgio Martinuzzi.

## Sources
- (en) Cet article est partiellement ou en totalité issu de l’article de Wikipédia en anglais intitulé « Franco-Hungarian alliance » (voir la liste des auteurs).